# Rhodothemis lieftincki
Rhodothemis lieftincki là loài chuồn chuồn trong họ Libellulidae. Loài này được Fraser mô tả khoa học đầu tiên năm 1954.

## Hình ảnh

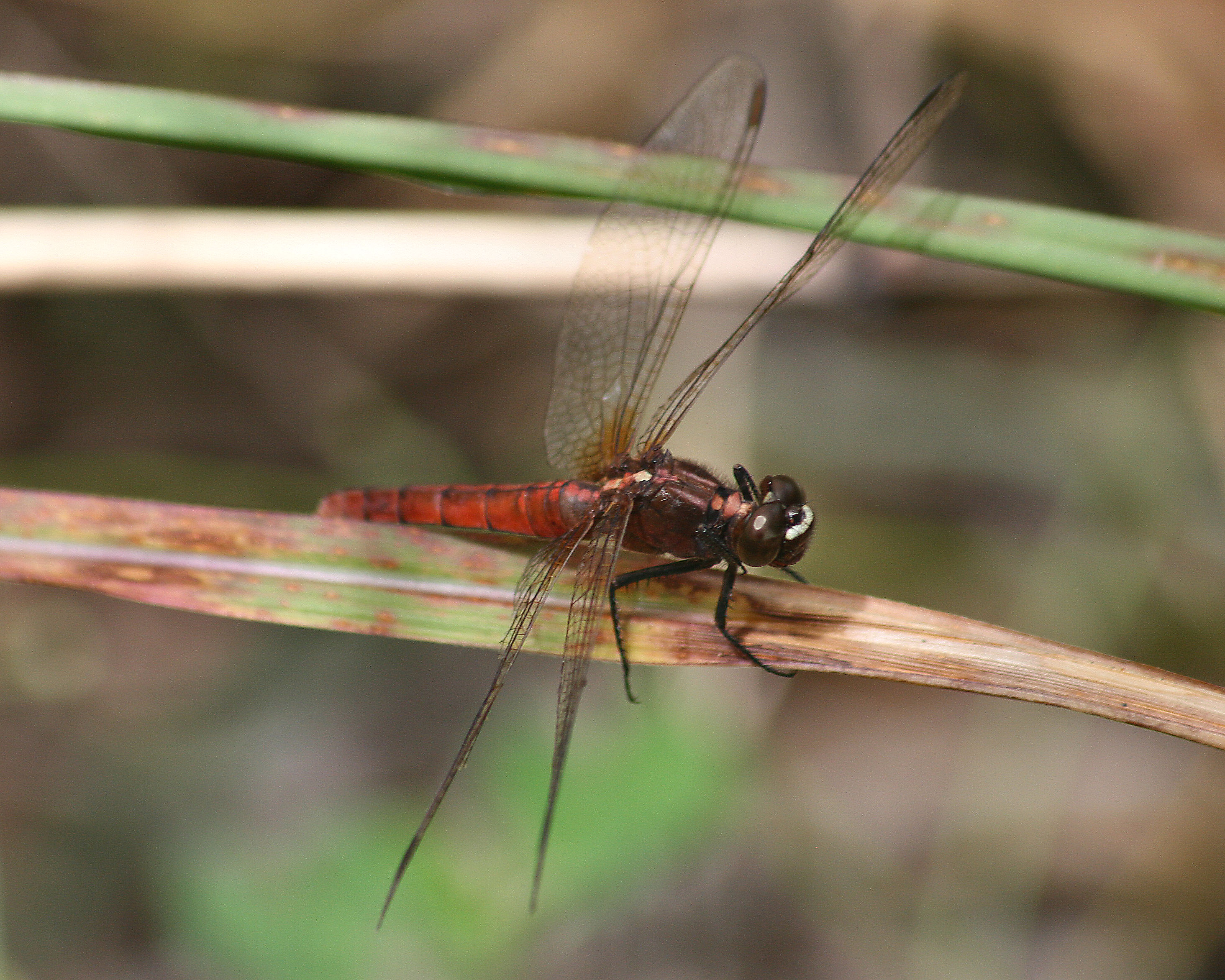